# Stade François Coty
Stade François Coty este un stadion de fotbal din orașul corsican Ajaccio, Franța, și stadionul pe care își joacă meciurile de pe teren propriu echipa AC Ajaccio. Capacitatea sa este de 10.660 de locuri.
Stadionul a fost inaugurat la 1 decembrie 1969 sub numele Parc des Sports de l'ACA. O prezență de 14.421 de persoane a fost înregistrată la meciul dintre AC Ajaccio și SC Bastia în derby-ul corsican. Cunoscut informal sub numele de Timizzolu, stadionul a fost renovat în 2002 și redenumit după François Coty, om de afaceri și politician de extremă dreapta din Ajaccio. Din 2007 stadionul a suferit îmbunătățiri substanțiale pentru a-i permite să găzduiască meciuri din Ligue 1.